# Балос
Балос (греч. Όρμος Μπάλος) — бухта, расположенная на юго-западном побережье полуострова Грамвуса острова Крит. К северу от бухты Балос, на мысе Корикон, находятся развалины небольшого древнего римского города Агнион с храмом бога Аполлона.
Это один из популярных пляжей Крита. Бухта находится на западе острова, неподалёку от острова Имери-Грамвуса. Большую часть бухты составляет отмель. Дно полностью песчаное, песок преимущественно белый, местами с розовыми вкраплениями.
Пляжи на бухте считаются «дикими» и не имеют специального оборудования, однако пользуются популярностью среди туристов. До бухты можно добраться из двух точек острова Крит. Первый маршрут начинается из городка Кисамос и является морским. Второй — из того же пункта, через деревню Каливиани по суше.